# Manuel Vázquez
Manuel Vázquez Hueso (Churriana de la Vega, 31 marzo 1981) è un ex ciclista su strada spagnolo.
Nel 2010 è stato trovato positivo all'EPO in seguito ad un controllo effettuato nel mese di marzo, venendo poi squalificato per due anni.

## Palmarès

### Strada
- 2003 (Dilettanti, una vittoria)

1ª tappa Vuelta Ciclista a León (Valencia de Don Juan > Valencia de Don Juan)
- 2004 (Avila Rojas, una vittoria)

4ª tappa Volta a Galicia (Pontevedra > Pontevedra)
- 2005 (Avila Rojas, due vittorie)

5ª tappa Vuelta Ciclista Internacional a Extremadura (Badajoz > Badajoz)
3ª tappa Vuelta a Tenerife (Santa Cruz de Tenerife > Las Galletas)
- 2006 (Andalucía-Paul Versan, una vittoria)

3ª tappa Vuelta a La Rioja (Logroño > Logroño)
- 2007 (Andalucía-Cajasur, due vittorie)

1ª tappa Volta ao Alentejo (Santiago do Cacém > Odemira)
Classifica generale Volta ao Alentejo
- 2008 (Contentpolis-Murcia, due vittorie)

3ª tappa Volta a la Comunitat Valenciana (Ibi > Ibi)
1ª tappa Regio-Tour (Schliengen > Bad Bellingen)

#### Altri successi
- 2005 (Andalucía-Paul Versan)

Classifica scalatori Vuelta a La Rioja
- 2007 (Andalucía-Cajasur)

Classifica scalatori Vuelta a Murcia
Classifica combinata Vuelta a Murcia
- 2008 (Contentpolis-Murcia)

Classifica scalatori Volta a la Comunitat Valenciana
Classifica combinata Volta a la Comunitat Valenciana
- 2009 (Contentpolis-AMPO)

Classifica traguardi volanti Vuelta a Asturias

## Piazzamenti

### Grandi Giri
- Vuelta a España

2007: 49º
2009: 15º